# لويجي بوتشانتي
لويجي بوتشانتي  (بالإيطالية: Luigi Puccianti)‏(1875-1952) هو عالم فيزيائي إيطالي. معروف لاختراعه مرسمة طيف عالية الحساسية، وقد أجرى دراسات حول امتصاص الأشعة تحت الحمراء من العديد من المركبات وحاول ربط الأطياف مع التركيب الجزيئي. درس لويجي طيف الانبعاث واقترح قياس الطول الموجي للـأشعة السينية باستخدام محزز الحيود بزوايا كبيرة من السقوط.
وهو أيضا معروف بكونه مستشار الدكتوراة لـ(إنريكو فيرمي) الحائز على جائزة نوبل .
حصل لويجي على درجة الـPhD من جامعة بيزا على يد أنجيلو باتيلي.